# Acromacer bombifrons
Acromacer bombifrons is een keversoort uit de familie bastaardsnuitkevers (Nemonychidae). De wetenschappelijke naam van de soort werd in 1876 gepubliceerd door John Lawrence LeConte.